# Wapen van Brabant
Een leeuw van goud, genageld en getongd van keel, op een veld van sabel.
Het wapen van Brabant is een goude leeuw met rode klauwen en tong op een zwart veld. 
De provincies Vlaams- en Waals- Brabant (België) en Noord-Brabant (Nederland) gebruiken nog steeds  (varianten van) Het wapen van Brabant.

## Hertogdom Brabant (oorsprong)
De eerste hertog van Brabant die een leeuw als heraldisch symbool gevoerd schijnt te hebben was Godfried met de Baard. Godfried, toen al graaf van Leuven, kreeg het gebied in 1106 in leen en voerde de leeuw in zijn vaandel. Hendrik I ging later in de twaalfde eeuw deze leeuw in zijn wapen voeren. Of de leeuw en het schild toen al dezelfde kleuren hadden is niet bekend. De eerste twee bronnen die daar ongeveer gelijktijdig over spreken stammen uit het midden van de dertiende eeuw en geven beide een leeuw van goud op een veld van sabel. Dit zijn de wapenrol Bigot en het geïllustreerde Liber Additamentorum. In de veertiende eeuw werden, zoals toen gebruikelijk raakte, de nagels en de tong keel gekleurd. Sindsdien is het wapen niet meer veranderd. Wel ontstond er later, tijdens de Bourgondische en Habsburgse overheersing, controverse over het gebruik van het wapen. De hertogskroon werd gewoonlijk weggelaten, omdat het gebied niet meer zelfstandig was.

## De Tachtigjarige Oorlog
In 1581 zwoeren de Staten van Brabant de Spaanse koning Filips II af. Dit was voor hen aanleiding de hertogskroon weer te herstellen. Het wapen met de kroon kwam vanaf 1648 ook in gebruik voor Staats-Brabant.
Het departement Bataafs-Brabant van de Bataafse Republiek verving aanvankelijk de kroon door een lauwerkrans. Bij de hernoeming in 1798 naar Departement van de Dommel werd de hertogskroon heringevoerd.

## Het Verenigd Koninkrijk der Nederlanden
In het in 1815 gestichte Verenigd Koninkrijk der Nederlanden werd het oude hertogdom Brabant in drie provincies verdeeld: Noord-Brabant, Antwerpen en Zuid-Brabant. De provincie Antwerpen kreeg een nieuw wapen, samengesteld uit de wapens van het Markgraafschap Antwerpen en de heerlijkheden Mechelen en Turnhout en het Koninkrijk (zie Wapen van Antwerpen). Het wapen van Brabant kwam er dus niet in terug. De wapens van Noord- en Zuid-Brabant waren volkomen identiek en gelijk aan het vertrouwde wapen. Na de afscheiding van België bleef het wapen van Brabant ongewijzigd. De Noord-Brabantse leeuw kreeg er op 15 juli 1920 twee gouden leeuwen als schildhouders bij; sindsdien is het niet meer veranderd.

## Koninkrijk België
Omdat Brabant in de late middeleeuwen in de Zuidelijke Nederlanden het voornaamste gewest was geweest werd de Brabantse leeuw verheven tot het wapen voor België. De hertogskroon werd daarbij uiteraard door een koningskroon vervangen. Verder werden twee leeuwen als schildhouders en de wapenspreuk toegevoegd. De vlag van België is op het Brabantse wapen gebaseerd, en wel op de kleuren die in het wapen voorkomen.
Op 1 januari 1995 werd de Belgische provincie Brabant verdeeld in een Vlaams, een Waals en een Brussels deel. Zoals boven reeds opgemerkt lijken de wapens van Vlaams- en Waals- Brabant beide nog sterk op het oude wapen van Brabant. Het Vlaamse wapen heeft inmiddels ook schildhouders en is voorzien van een hartschild, doorsneden in drieën van keel, zilver en keel, met andere woorden het wapen van de Vlaams-Brabantse hoofdstad Leuven.

## Wapenschilden

### Hertogdom Brabant
| Wapenschild | Datum     | Land              | Gebruik |
| ----------- | --------- | ----------------- | --- |
|             | 1183-1795 | Hertogdom Brabant | Wapenschild van het Hertogdom Brabant (een leeuw van goud, genageld en getongd van keel, op een veld van sabel) |
|             | 1183-1402 | Hertogdom Brabant | Wapenschild van het Hertogdom Brabant volgens het Wapenboek Beyeren (voor 1402)                                 |

### België

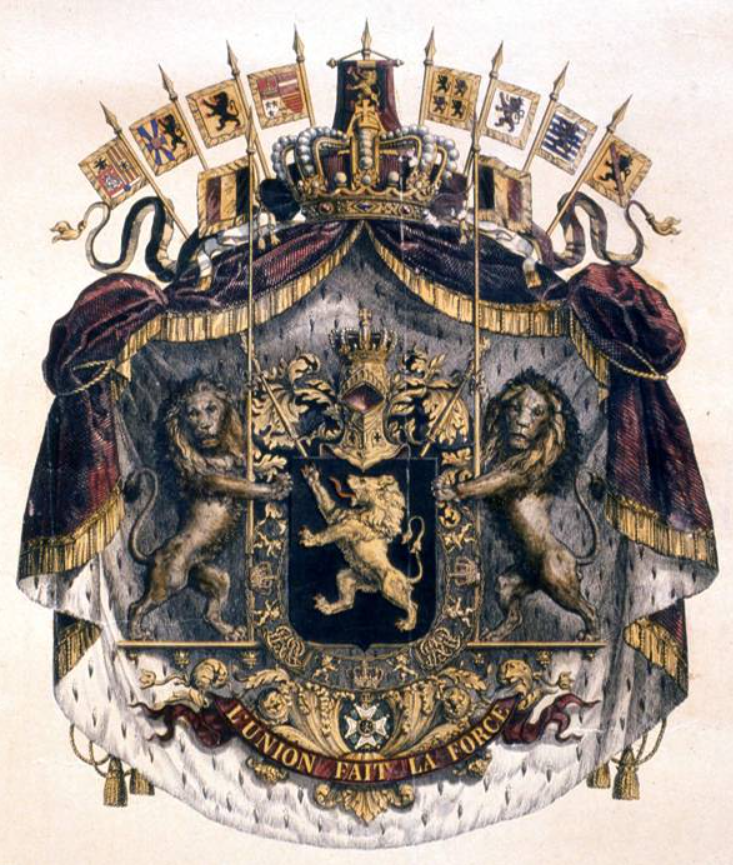
Wapen van België in de Belgische Grondwet

#### België
| Wapenschild | Datum     | Land                       | Gebruik                                                                         |
| ----------- | --------- | -------------------------- | ------------------------------------------------------------------------------- |
|             | 1837-Nu   | Koninkrijk België          | Wapen van België (groot)                                                        |
|             | 1837-Nu   | Koninkrijk België          | Wapen van België (middel)                                                       |
|             | 1837-Nu   | Koninkrijk België          | Wapen van België (klein)                                                        |
|             | 1789-1790 | Verenigde Belgische Staten | Wapen van de Verenigde Belgische Staten (Leo Belgicus met een zwaart en schild) |

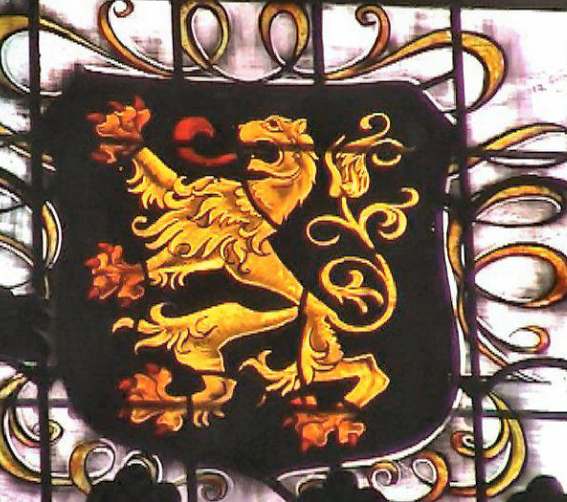
Wapen van Brabant in een basiliek in Koekelare

#### Belgische Provincies
| Wapenschild | Datum     | Provincie      | Gebruik                                                                                                   |
| ----------- | --------- | -------------- | --- |
|             | 1831-1995 | Brabant        | Wapenshild van de voormalige Belgische provincie Brabant (in 1995 gesplitst in Vlaams- en Waals- Brabant) |
|             | 1995-Nu   | Vlaams-Brabant | Wapen van de Belgische provincie Vlaams-Brabant                                                           |
|             | 1995-Nu   | Waals-Brabant  | Wapenschild van de Belgische provincie Waals-Brabant                                                      |

### Verenigd Koninkrijk Der Nederlanden
| Wapenschild | Datum     | Provincie                                     | Gebruik                                                          |
| ----------- | --------- | --------------------------------------------- | ---------------------------------------------------------------- |
|             | 1815-Nu   | Noord-Brabant (Nederlandse Provincie)         | Wapen van de Nederlandse provincie Noord-Brabant                 |
|             | 1815-1830 | Zuid-Brabant (voormalige provincie Nederland) | Wapenschild van de Nederlandse voormalige provincie Zuid-Brabant |